# Centro storico di Ancona

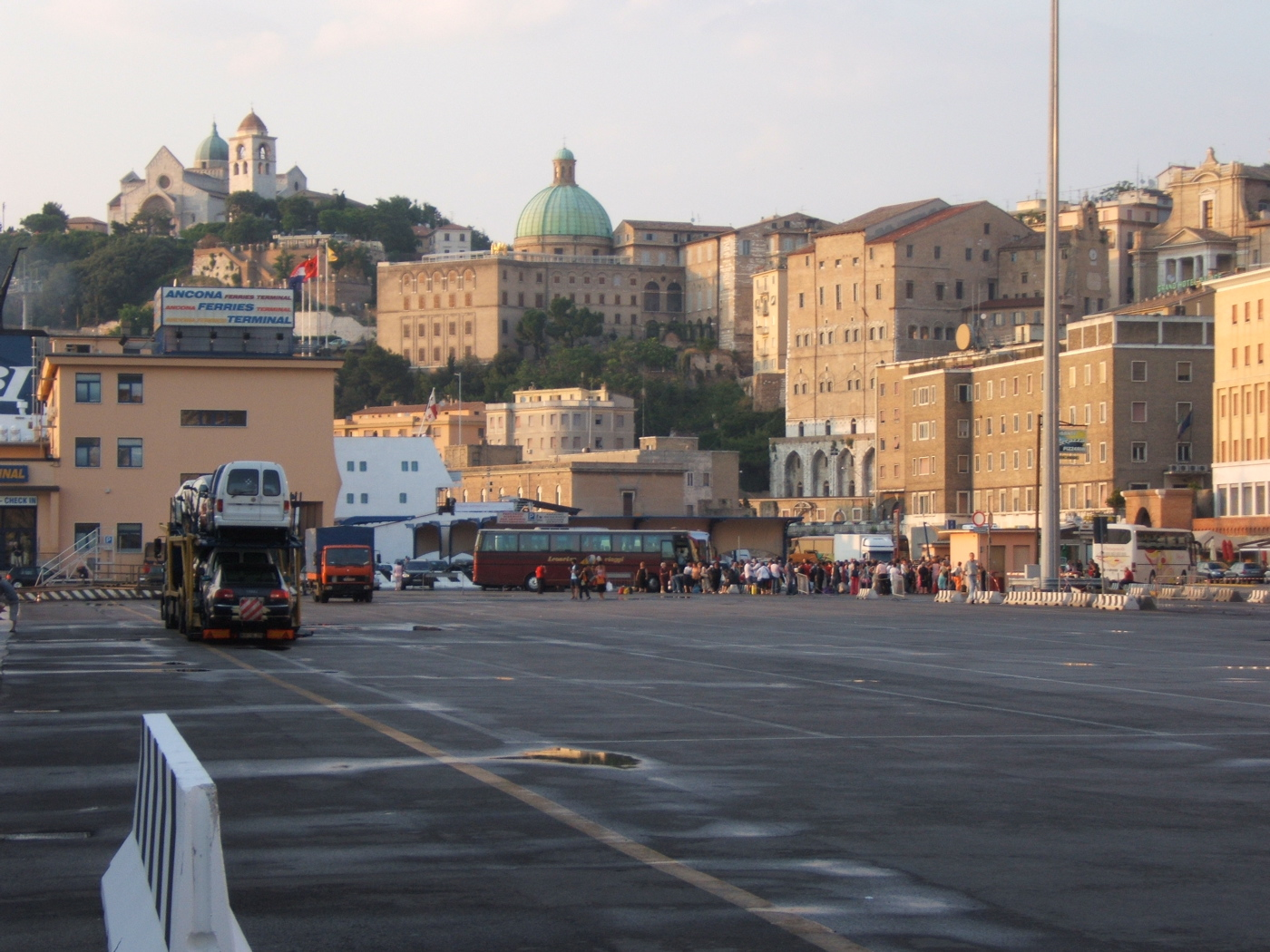
Il rione San Pietro visto dalle banchine del porto; in alto svetta il Duomo

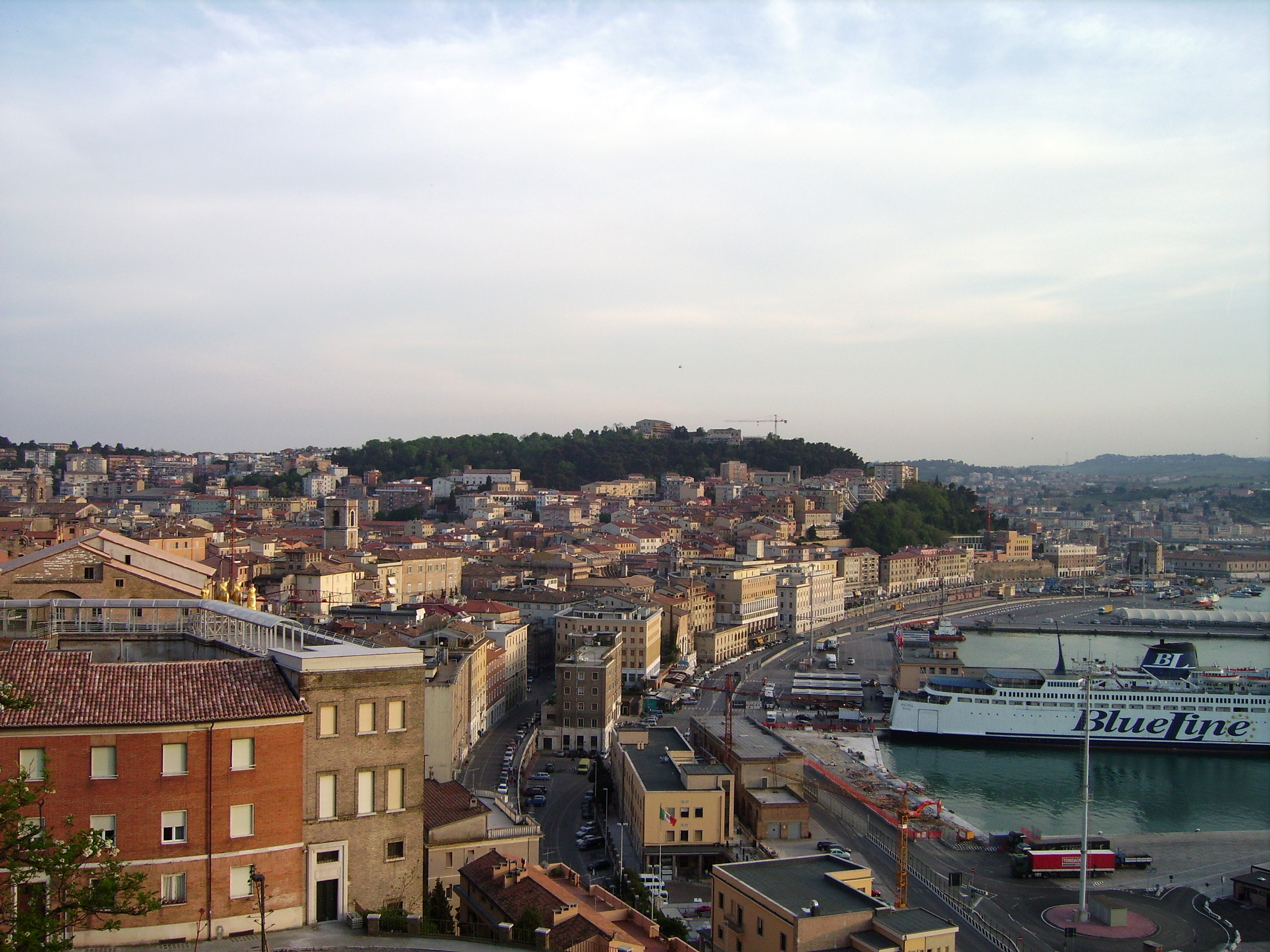
Il rione Capodimonte visto dal colle Guasco, in alto si erge la Fortezza

Il centro storico di Ancona è la parte della città racchiusa nelle mura ottocentesche del capoluogo marchigiano, le ultime ad esser state costruite.
È uso comune, da parte degli anconetani che abitano fuori dalla vecchia cerchia di mura, indicare il centro semplicemente con il nome città; da qui l'espressione andare in città, che equivale ad andare in centro.

## Geografia fisica
Il centro di Ancona è costruito sul promontorio a forma di gomito da cui la città prende il suo nome (dal greco ankon, cioè gomito); si estende su cinque colli e nella valle tra essi compresa. Tutti questi rilievi rappresentano le estreme propaggini settentrionali del promontorio del Cònero. Verso ovest il centro cittadino si affaccia su un ampio porto naturale e sul Golfo di Ancona; verso est, invece, è delimitato dalle rupi della costa alta e domina il mare aperto. In condizioni di tempo terso è possibile scorgere, al di là dell'Adriatico, i monti della Dalmazia.
I rioni centrali della città si estendono su tre fasce orografiche, descritte di seguito.
- Fascia settentrionale. Comprende tre colline che a nord sono a picco sul mare:
  - il Colle Guasco, sulla cui cima sorge il Duomo,
  - il Colle dei Cappuccini, su cui si ergono le torri del Faro nuovo e del Faro vecchio,
  - Monte Cardeto, sulla cui sommità si trovano i bastioni di forte omonimo.
- Fascia centrale. È costituita dalla valle compresa tra la fascia collinare settentrionale e quella meridionale. È attraversata dai tre corsi principali della città, paralleli tra loro; prima dell'espansione della città in questa zona, la valle era percorsa da un torrente che sfociava nel porto naturale.
- Fascia meridionale. Comprende due colline:
  - il Colle Astagno, su cui sorge la Cittadella,
  - il Colle di Santo Stefano, sulla cui cima si trova il Parco del Pincio.

### Colline
Colle Guasco
È circondato dal mare a ovest, nord e est, e costituisce il vertice del promontorio cittadino. Si prolunga nel mare con lo scoglio di San Clemente, su cui oggi poggiano le mura di cinta dei cantieri navali; sino agli interramenti del 1973 erano visibili, ancora più al largo, gli scogli di San Clementino e della Volpe, già parte dello sperone roccioso che in epoca greca, simile ad molo naturale, proteggeva il porto. Sulla sommità del Guasco sorge la cattedrale di San Ciriaco, da cui i sinonimi di "colle del Duomo" o "colle di San Ciriaco". Nonostante il Guasco, con i suoi 72 m s.l.m. sia meno elevato rispetto agli altri su cui sorge il centro cittadino, a causa della sua posizione sporgente sulla costa, è visibile da quasi tutti i luoghi panoramici cittadini. Sul versante sud-occidentale si estende parte del Rione San Pietro.
Colle dei Cappuccini

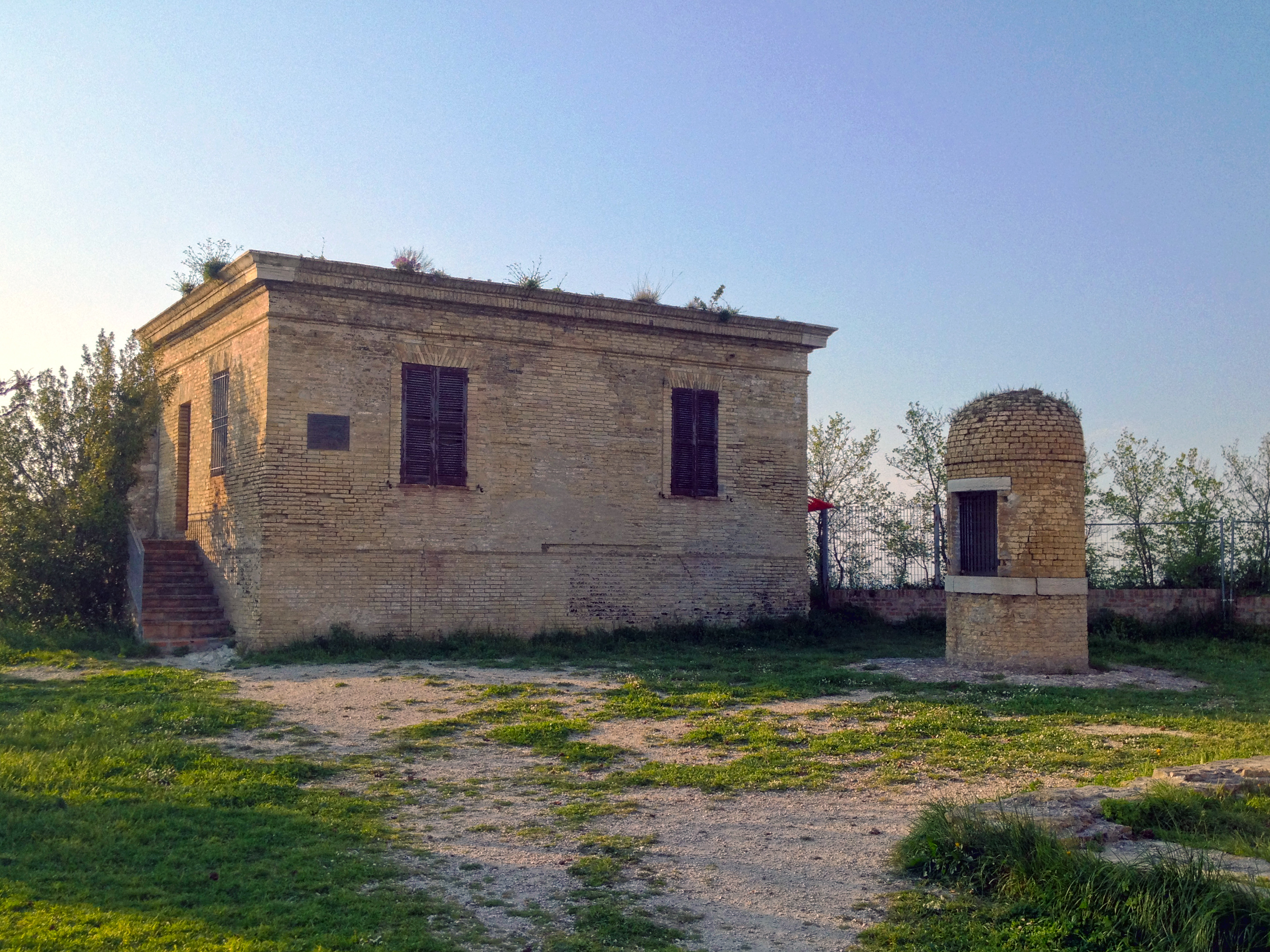
L'edificio che ospita il telegrafo da cui Guglielmo Marconi, nel 1904, fece i primi esperimenti sui segnali radio, sul Colle dei Cappuccini

Detto anche Monte Cappuccini, è separato dal Guasco dalla sella dell'anfiteatro romano, è delimitato a nord-est dalla falesia. Alto 106 m s.l.m., sulla sua sommità si eleva il faro vecchio. Tutta la zona più alta del colle ricade all'interno del Parco del Cardeto. Sul versante sud-occidentale si estende parte del Rione San Pietro.
Monte Cardeto
La sella del Campo degli Ebrei separa monte Cardeto dal colle dei Cappuccini. Anche il Cardeto si affaccia a nord-est sulla falesia; alto 110 m s.l.m., sulla sua sommità si eleva il napoleonico Forte Cardeto. Tutta la zona più alta, occupata da folta vegetazione, ricade all'interno del Parco del Cardeto.
Sul versante meridionale si estende il Rione Cardeto, sul versante sud-orientale si estende il Rione Adriatico, che però non fa parte del centro storico.
Colle Astagno
L'Astagno, alto 106 m s.l.m., ha la sommità occupata dalla poderosa Fortezza di Ancona, cinquecentesca, circondata da un fitto bosco. Dalla sua torre più alta il panorama spazia sul Golfo, sul mare aperto e, verso ovest, fino all'Appennino. Verso nordovest il monte Astagno forma delle rupi scoscese, anch'esse occupate da un bosco. Sulla parte più alta si estende il Parco della Cittadella. Sul versante settentrionale si estende il Rione Capodimonte, su quello meridionale il Rione Montirozzo, che non è però un rione centrale.
Colle di Santo Stefano
Il colle di Santo Stefano, alto 98 m s.l.m., ha la sommità occupata dalla fortificazione napoleonica della Lunetta di Santo Stefano. Intorno ad essa si estende il Pincio, da cui si domina verso nord tutta la vallata centrale della città, verso ovest il porto e verso est il mare aperto. Sul versante nord-occidentale si estende il Rione Santo Stefano, su quello sud-orientale il Rione di Borgo Rodi, che non è però un rione centrale.

## Rioni
Il perimetro delle mura rinascimentali e i tre corsi principali, paralleli tra loro e ortogonali alle mura, dividono il centro storico in quattro rioni: i più antichi, compresi tra le mura cinquecentesche e il porto sono il rione S. Pietro e quello di Capodimonte; compresi invece tra le mura del Cinquecento e quelle dell'Ottocento sono il rione Cardeto e quello di Santo Stefano. I confini di tutti e quattro i rioni si toccano in piazza Roma.
Dal punto di vista storico si deve parlare anche di un quinto rione, quello del Porto, ma buona parte di esso fu distrutto dai bombardamenti di Ancona del 1943-1944 e ciò che ne rimane viene ormai considerato parte del rione S. Pietro.

### Rione San Pietro

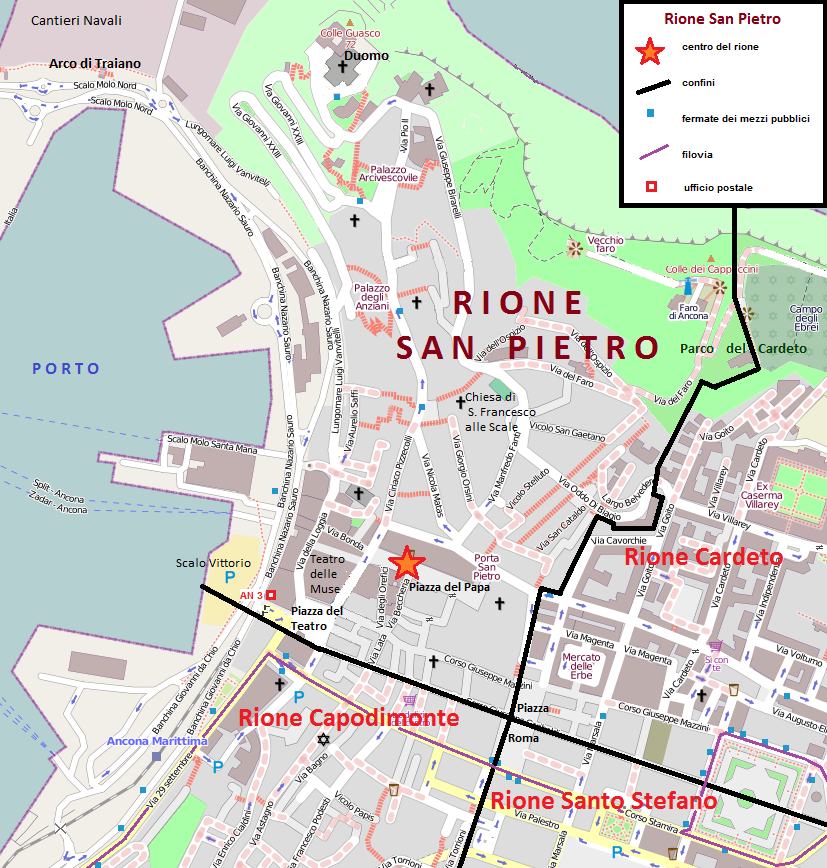
Rione San Pietro.

Occupa il versante sud-occidentale del colle Guasco e del colle de Cappuccini; centro del rione è Piazza del Papa. È il settore più antico della città, e anzi coincise con essa sino al 1220.
Il territorio dell'antichissimo rione Porto, distrutto per oltre l'80% dai bombardamenti del 1943, è ora compreso all'interno di San Pietro.

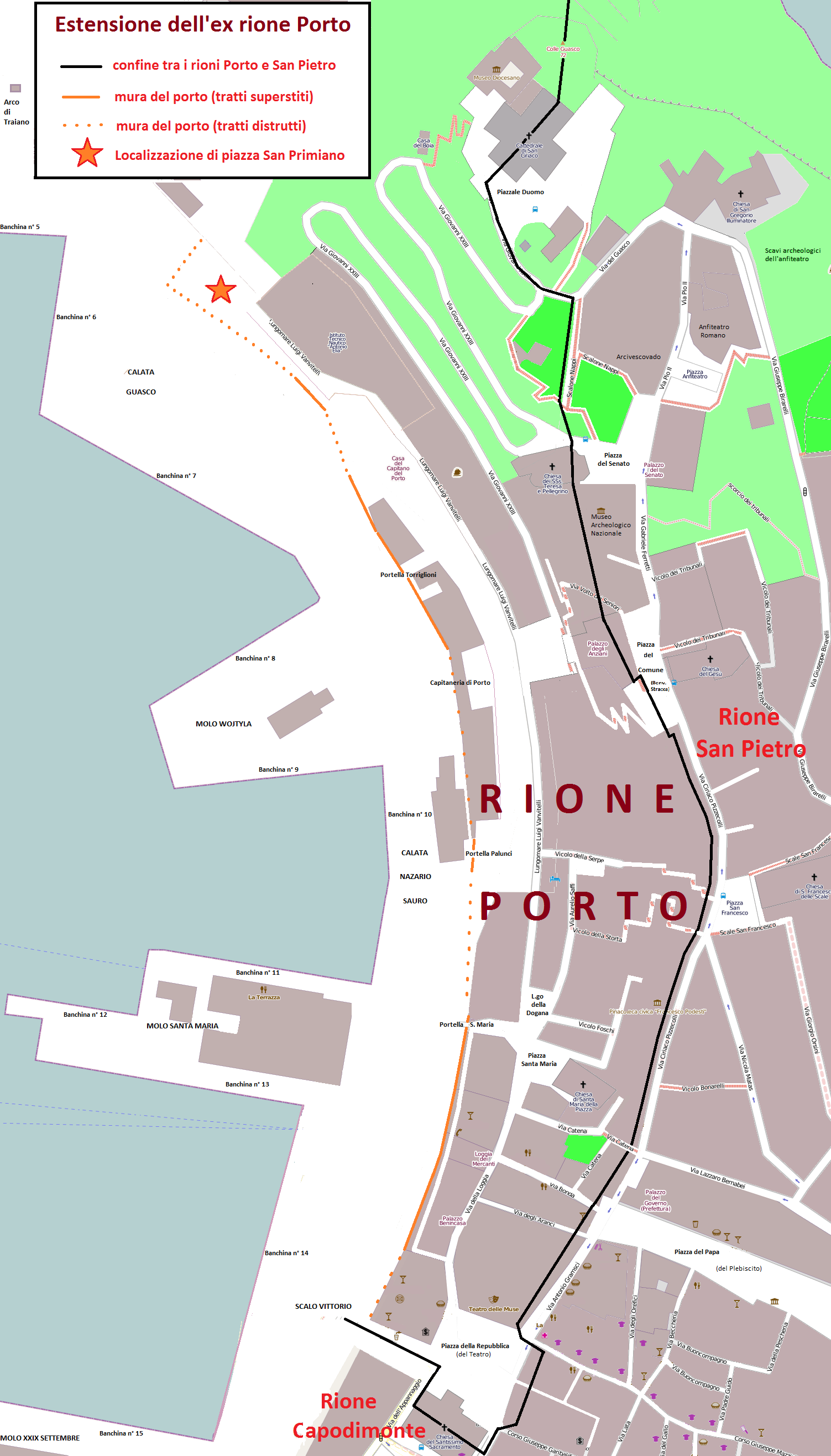
Ex Rione Porto.

Si ricorda che l'espressione "Guasco-San Pietro" non indica un rione della città, ma solo i piani particolareggiati che il Comune ha elaborato dagli anni settanta agli anni novanta, per regolamentare gli interventi urbanistici; il nome doppio di questi piani deriva dal nome del rione (San Pietro) e dal nome del colle Guasco, sul quale una parte di esso sorge. Per influenza della denominazione di questi piani a volte, per errore, si denomina anche il rione con questo nome doppio, il cui uso è assolutamente da evitare al di fuori della burocrazia amministrativa.

### Rione Capodimonte

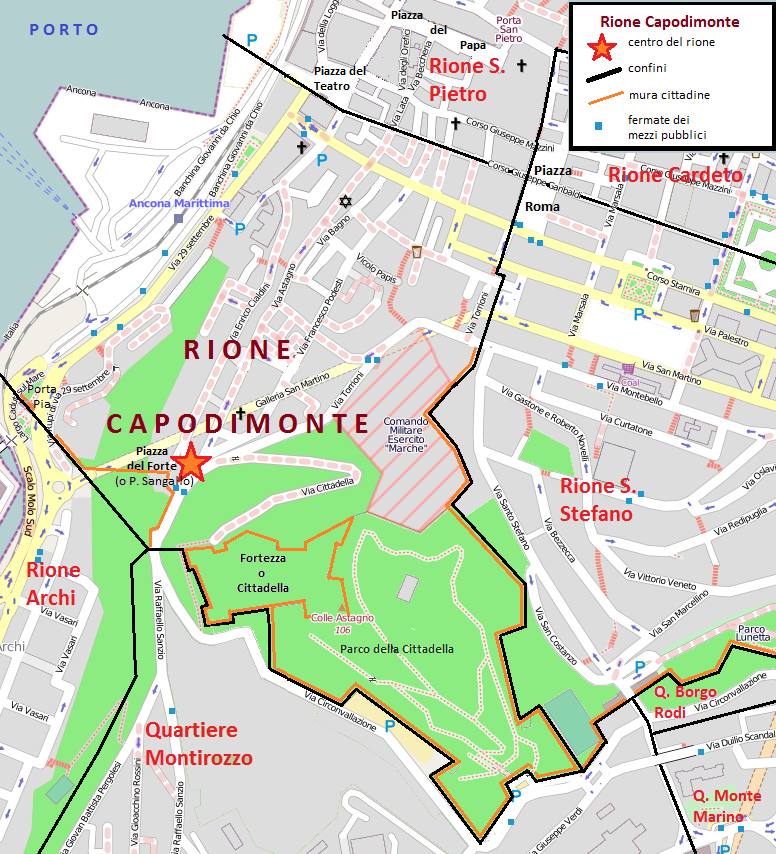
Mappa e confini del rione Capodimonte, all'interno delle mura cinquecentesche.

Occupa il versante settentrionale del colle Astagno; centro del rione è Piazza del Forte (piazza Sangallo). Nacque nel 1300 in seguito a due successive espansioni; è dunque il secondo rione di Ancona per antichità. Nel punto più alto del rione, le mura cittadine si aprivano nella Porta di Capodimonte, abbattuta dagli alleati nel corso della Seconda guerra mondiale, per facilitare l'accesso alla città ai mezzi militari di grandi dimensioni.
Confina a nord con il rione San Pietro, ad est con il rione Santo Stefano, a sud con il rione Archi e il quartiere Montirozzo; ad ovest di Capodimonte si estende invece il porto, con le sue banchine.
Racchiude nei suoi confini i seguenti luoghi di interesse:
- la Cittadella (o Fortezza), poderosa fortificazione rinascimentale di Antonio da Sangallo il giovane, dal 2008 sede del segretariato permanente dell'Iniziativa Adriatico Ionica, organo dell'Euroregione Adriatico Ionica;
- il Parco della Cittadella, che è racchiuso delle mura del campo trincerato cinquecentesco e che confina con la Cittadella, da cui prende il nome (l'ingresso principale ricade nel rione Montirozzo);
- Il belvedere di Capodimonte, affacciato sul porto, sul mandracchio e sull'isola pentagonale del Lazzaretto settecentesco, opera di Luigi Vanvitelli;
- l'edificio della sinagoga, che accoglie al suo interno la sala della sinagoga italiana e quella della sinagoga levantina;
- l'area dell'antico ghetto ebraico della città, abolito con l'Unità d'Italia e che si estendeva nell'area di via Podesti;
- il portale quattrocentesco dell'ex chiesa di Sant'Agostino (Ancona), ricco di sculture del primo Rinascimento, opera di Giorgio da Sebenico;
- i resti dell'ex chiesa di San Francesco ad Alto, riadattata ad edificio militare nell'epoca post-unitaria ed ora sede del comando militare dell'esercito; ne rimane il chiostro;
- la chiesa di San Giovanni Battista, che è sede della parrocchia cattolica del rione ed ospita dipinti di Federico Zuccari e Andrea Lilli;
- la chiesa ortodossa di San Dasio.

### Rione Cardeto

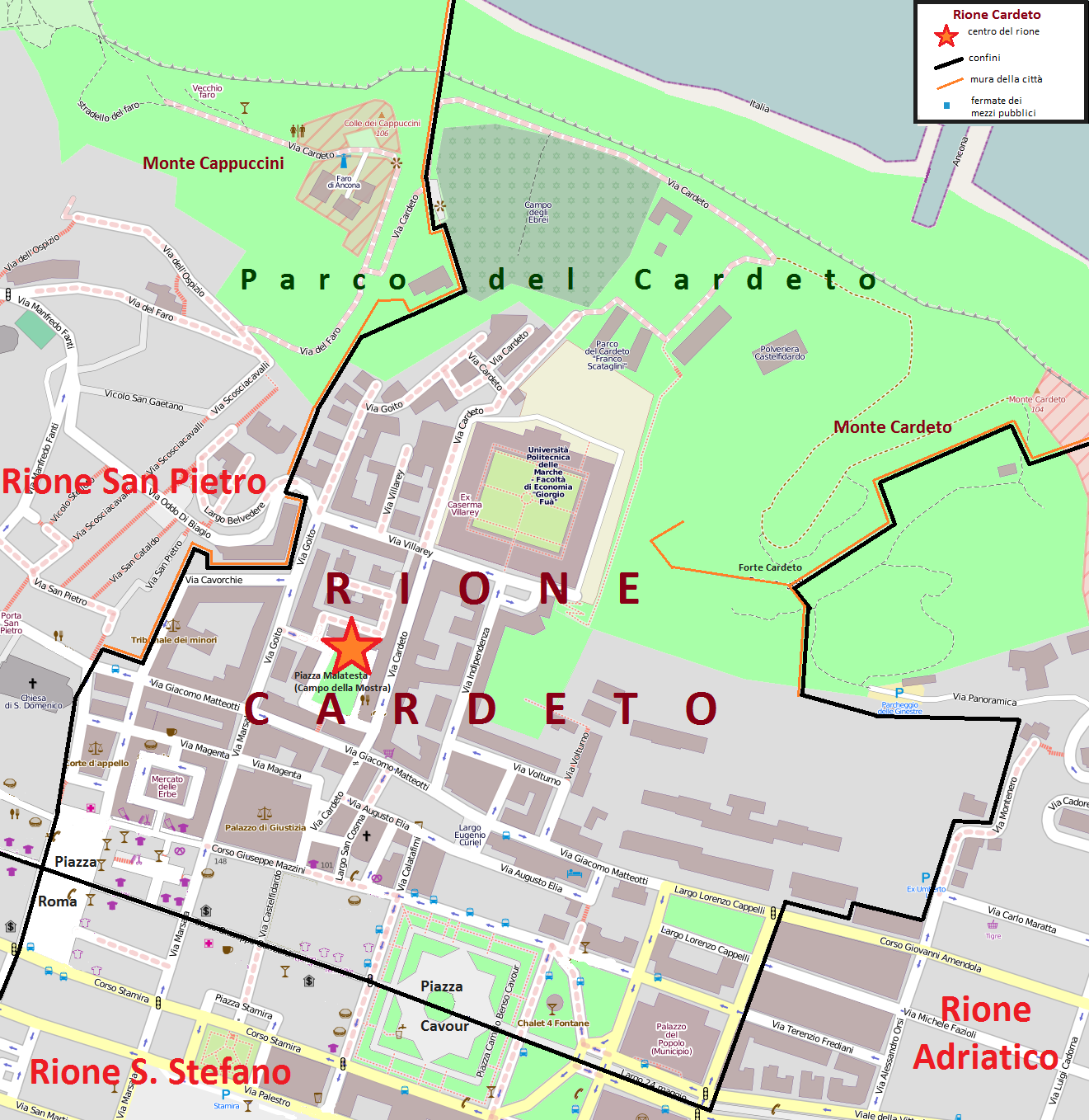
Mappa e confini del rione Cardeto, tra le mura cinquecentesche e quelle dell'Ottocento.

Occupa il versante meridionale di Monte Cardeto, da cui prende nome; inizialmente era denominato burocraticamente "Rione Plebiscito", espressione mai entrata nel linguaggio comune. Insieme al rione di Santo Stefano, è nato in seguito all'espansione ottocentesca ed è dunque delimitato dalle mura del Cinquecento e da quelle dell'Ottocento. Sul confine meridionale del rione si trovano corso Garibaldi (o Corso Nuovo) e due piazze centrali della città: Piazza Cavour e Piazza Roma.
Il Rione Cardeto ha inglobato due borghi che sorgevano prima dell'Unità d'Italia fuori dalle mura: Borgo Càlamo e Borgo Farina, cui si accedeva dalle omonime porte.
È delimitato ad ovest dalle mura del Cinquecento, ad est da quelle dell'Ottocento, solo in parte conservate. A nord si affaccia sulla costa alta con le rupi di Monte Cardeto; a sud invece è delimitato da corso Garibaldi. Confina ad ovest con il rione San Pietro, ad est con il rione Adriatico, a sud con il rione Santo Stefano.
La zona commerciale, situata nella parte più bassa del rione, si estende lungo via Matteotti e Corso Mazzini (detto Corso Vecchio), che accoglie il mercato ambulante più importante della città e il Mercato delle Erbe, coperto, struttura liberty in ghisa e vetro progettato nel 1926 dall'ingegner Federico Federiconi.
Il rione comprende la parte orientale del Parco del Cardeto, il più esteso della città, ricco di scorci panoramici sulla città e sul mare; esso è il più interessante della città anche dal punto di vista naturalistico e accoglie il Campo degli Ebrei, l'antico cimitero israelitico cittadino, originatosi nel XV secolo.

#### Campo della Mostra
Centro del rione Cardeto è il Campo della Mostra, denominato ufficialmente piazza Errico Malatesta. Essa esisteva già prima della nascita del rione, risalendo al Cinquecento; la denominazione "Campo della Mostra" è dovuta al fatto che qui, durante il periodo pontificio, venivano eseguite le condanne capitali ed i corpi dei giustiziati vi venivano lasciati in "mostra". Nel 1951 la piazza è stata intitolata all'anarchico Errico Malatesta, uno dei protagonisti dei moti della Settimana rossa del giugno 1914.
Nel sottosuolo della piazza sono stati ritrovati i resti del più antico villaggio sorto nella zona di Ancona, risalente all'Età del Bronzo antico.
La piazza fu teatro di un eccidio, uno degli episodi più drammatici della storia di Ancona. Nel 1532, la Repubblica di Ancona era stata inglobata nello Stato della Chiesa, cosa che comportò l'istituzione del ghetto ed episodi di persecuzione nei confronti degli ebrei, che culminarono l'anno successivo nella condanna al rogo di 25 marrani proprio nella piazza. L'evento provocò vaste proteste internazionali e un boicottaggio commerciale di due anni del porto di Ancona.

#### Monumenti
Racchiude numerosi edifici storici monumentali: 
- l'ottocentesca Caserma Villarey (oggi sede della Facoltà di Economia "Giorgio Fuà" dell'Università Politecnica delle Marche);
- le mura cinquecentesche, con i bastioni di San Pietro (o delle Cavorchie) e di San Paolo, che segnano il confine con il Rione San Pietro.
- l'ottocentesco Palazzo di Giustizia, su progetto dell'ingegnere Alessandro Benedetti e affreschi di Luigi Samoggia[5];
- l'ottocentesco ex teatro Vittorio Emanuele, poi cinema Metropolitan e infine edificio commerciale (sono originarie le facciate esterne);
- il Mercato delle Erbe, esempio di architettura in ghisa e vetro del 1926, opera dell'ingegnere Federico Federiconi[6];
- il Palazzo Fiorato[7]
- i padiglioni dell'Ospedale civile "Umberto I", del 1911[8]
- la chiesa parrocchiale di San Cosma, demolita e ricostruita nel dopoguerra, conserva ancora il campanile originario; all'interno varie opere della scultrice contemporanea Giò Fiorenzi: il fonte Battesimale, il trittico in ceramica dell'altare destro, il crocefisso,i candelieri e le balaustre in bronzo[9].

Nell'area del Parco del Cardeto ricadente nel rione sorgono inoltre Forte Cardeto, la Polveriera Castelfidardo e il Campo degli Ebrei, antico cimitero israelitico della città, risalente al XV secolo.

### Rione Santo Stefano

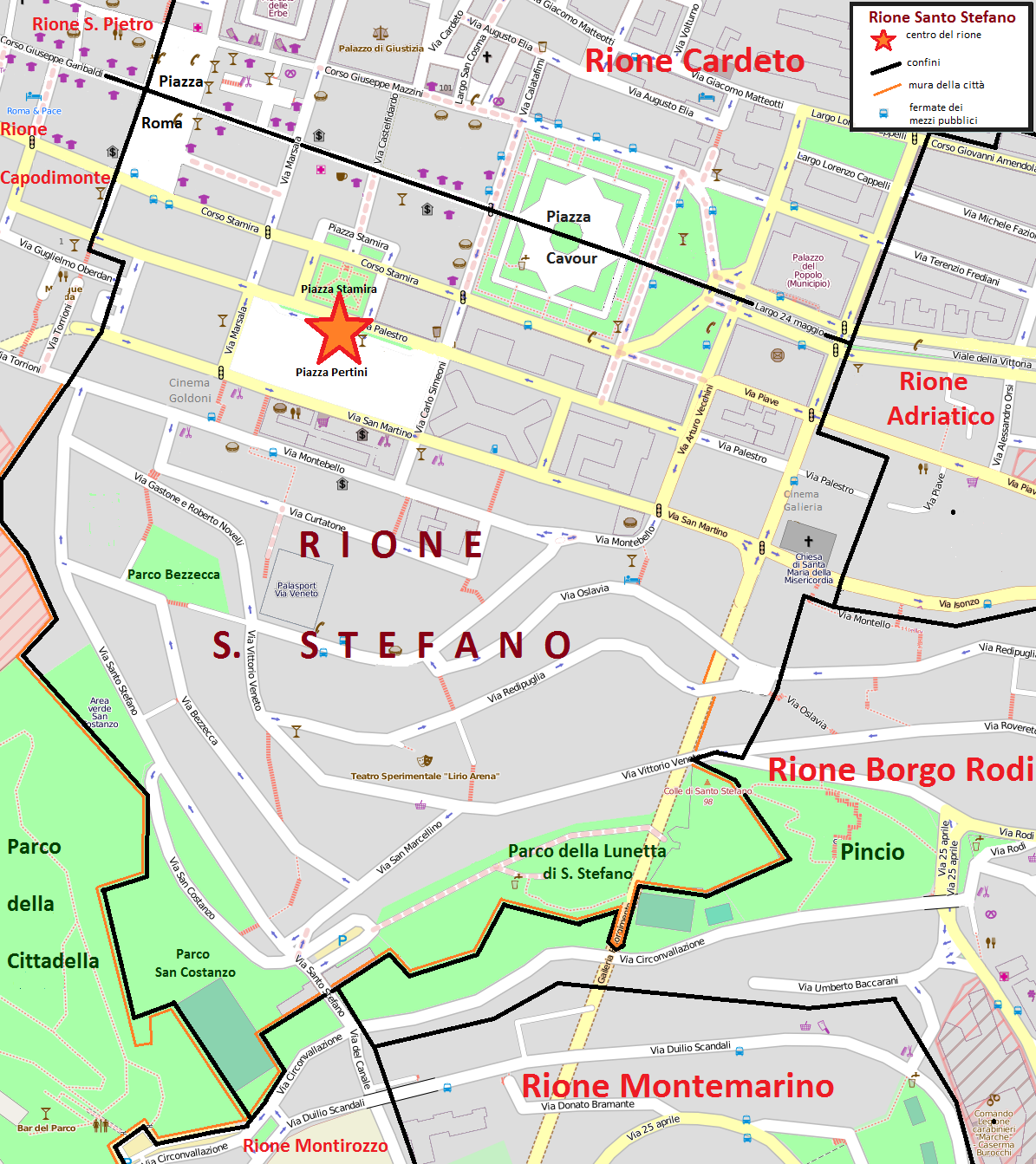
Mappa e confini del rione Santo Stefano, tra le mura cinquecentesche e quelle dell'Ottocento.

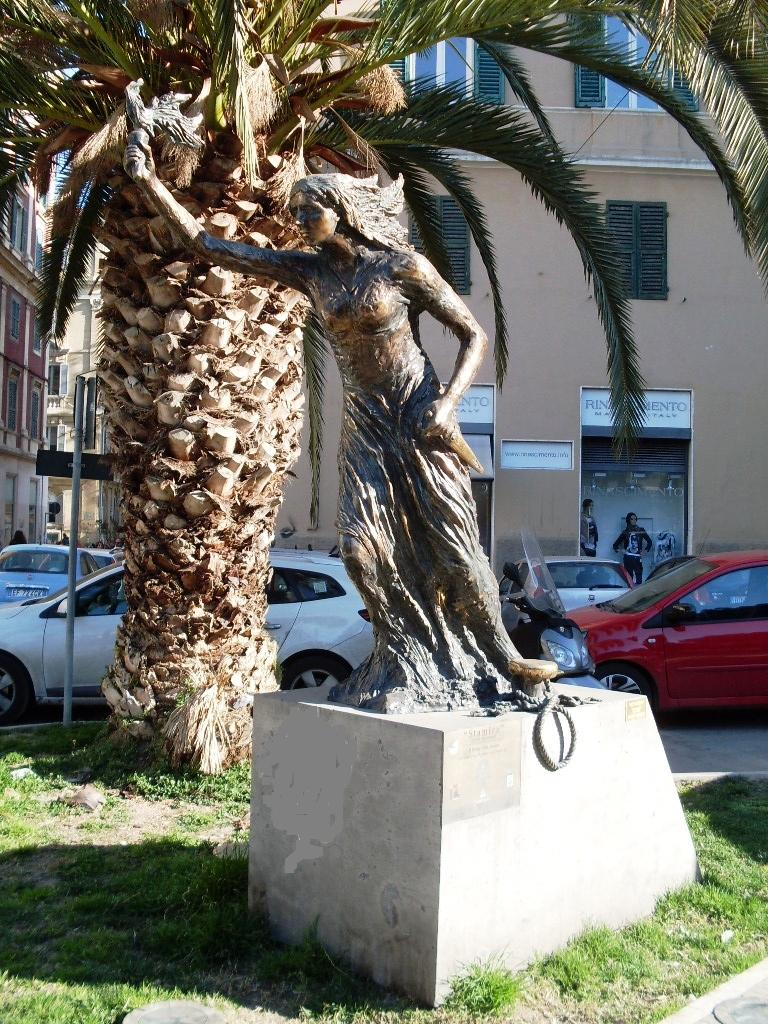
Statua dedicata all'eroina Stamira, nella piazza che da lei prende nome

Il Rione di Santo Stefano occupa il versante settentrionale del Colle di Santo Stefano, da cui prende nome; inizialmente era denominato burocraticamente "Rione Montebello", espressione mai entrata nel linguaggio comune. Sorse, come il rione Cardeto, in seguito all'espansione ottocentesca, caratterizzata da un impianto urbanistico a scacchiera, tipico del periodo. Le prime edificazioni si ebbero intorno al centro del rione, piazza Stamira. Solo nel secondo dopoguerra si edificò la zona a sud di via Montebello.
Anche questo rione, come quello precedente, è delimitato verso ovest dalle mura del Cinquecento, come verso est da quelle dell'Ottocento, conservate però solo in alcuni tratti, visibili in via Veneto, via Redipuglia e via Oslavia. A sud è delimitato da un altro tratto delle mura ottocentesche, che è ben conservato; su di esso si apre porta Santo Stefano. Verso nord il confine con il rione adiacente è costituito da Corso Garibaldi. Confina a nord con il rione Cardeto, ad est con i rioni Adriatico e Borgo Rodi, a sud con Borgo Rodi e, per un piccolo tratto, con Montirozzo, ad ovest con Capodimonte.
L'insieme di piazza Stamira e piazza Pertini costituisce il centro del rione e la sua zona commerciale. Il rione si affaccia inoltre su piazza Roma e piazza Cavour, percorse a metà dal confine che lo separano dal rione Cardeto.

#### Piazza Stamira
Piazza Stamira, nata nel 1862, fu il primo giardino pubblico della città; era un tipico giardino all'italiana simmetricamente raccolto attorno ad una fontana centrale, ricco di aiuole geometriche sempre fiorite e di specie esotiche; era cinto da una cancellata. Nel 1921 la semplice fontana originaria fu sostituita da una più monumentale, opera di Guido Cirilli, caratterizzata da una colonna dorica centrale. Nel periodo tra le due guerre il giardino fu diviso in due parti disuguali dall'apertura di corso Stamira. Nella piazza è presente dal 2005 una statua che rappresenta l'eroina anconetana per eccellenza: Stamira, opera bronzea dello scultore contemporaneo Guido Armeni.
Sotto alla piazza si estende una serie di undici vaste cisterne d'acqua comunicanti, che si estendono su 2200 mq. Sono alimentate dall'acquedotto di santa Margherita, il più antico della città; le cisterne, realizzate nel periodo in cui la città era piazzaforte militare di prima classe, anche ad uso del vicino panificio militare, demolito negli anni ottanta del Novecento per realizzare Piazza Pertini. Si ipotizza che nell'Ottocento si sia riutilizzato un sistema di cisterne risalente al Medioevo. Le cisterne sono occasionalmente visitabili, nell'ambito del progetto "Ancona sotterranea".

#### Piazza Pertini e iRinoceronti
Negli anni ottanta del Novecento, sull'area del grande panificio militare post-unitario appena demolito, è stata aperta piazza Pertini, contigua a piazza Stamira; le due piazze formano così un unico centro del rione.
Piazza Pertini ospita il monumentale gruppo scultoreo Mater amabilis dello scultore contemporaneo Valeriano Trubbiani; il gruppo è comunemente chiamato dagli anconetani "i Rinoceronti", dato che rappresenta un pontile portuale sul quale si trova un rinoceronte femmina con il suo piccolo accanto. È lo stesso scultore a spiegare l'inconsueta presenza di quest'opera d'arte in città, legata al film di Federico Fellini E la nave va, al quale ha collaborato come sceneggiatore. Le parole di chiarimento dell'artista sono le seguenti.
(Valeriano Trubbiani, da Mater Amabilis, un gruppo scultoreo ad Ancona)
Nel film, un naufrago si è salvato proprio salendo su questa scialuppa e si nutrì del latte del rinoceronte. Fellini ha affermato a questo proposito:
(Federico Fellini)
Al di sotto della piazza si estendono i due piani del parcheggio sotterraneo più vasto della città, all'interno del quale sono visibili i resti del porporificio risalente all'età greco-romana.
Si affaccia sulla piazza il prospetto del Teatro Goldoni, costruito nel 1864 su progetto di Michele Boni, di cui furono demoliti gli interni Liberty per trasformarlo in cinema multisala.

#### Edifici e parchi pubblici
All'interno del rione sorgono importanti edifici pubblici: il palazzetto dello sport "Palaveneto", il teatro Sperimentale "Lirio Arena", il palazzo degli Uffici Finanziari, quello del Genio Civile. Ai margini settentrionali del rione sorgono inoltre: in Piazza Roma il vecchio Palazzo della Provincia, che ospita oggi il Rettorato dell'università di Ancona, e in piazza Cavour il Palazzo delle Poste, di Guido Cirilli, e il Palazzo delle Marche, sede del consiglio regionale, ex Palazzo delle Ferrovie.
Le scuole superiori che sorgevano entro i confini del rione sono tutte state trasferite in altra sede: l'istituto commerciale Stracca, l'istituto professionale per l'industria Calzecchi Onesti, il liceo scientifico Savoia. In particolare, l'istituto professionale era ospitato nell'edificio storico di via Curtatone, opera dell'ingegner Federico Federiconi nella parte più antica, e dell'architetto Petetti per quanto riguarda i laboratori (1921-1931). L'edificio del Liceo Savoia, invece, è diventato nel 2024 sede dell'Istituto tecnico Benincasa e l'edificio che ospitava l'Istituto Stracca è stato demolito.
Nella zona più alta e panoramica sorge il parco della Lunetta di Santo Stefano, delimitato dalle mura di età napoleonica e da quelle risalenti al periodo post-unitario, in cui Ancona fu piazzaforte di prima classe del Regno; altre zone verdi sono il parco Bezzecca e il parco San Costanzo, nella vie omonime.

## Storia urbanistica

### La città greca
I Dori siracusani che si stanziarono nella sommità del colle Guasco (da cui l'appellativo di Ancona "città dorica"), attratti dalla posizione favorevole e dalle difese naturali del porto, iniziarono la costruzione degli edifici disponendoli come spettatori intorno ad un ipotetico palcoscenico rappresentato dal golfo; come ogni tradizionale città di origine greca, anche in Ancona erano presenti un'agorà ed un'acropoli, attorno ai quali si sviluppavano gli edifici che scendevano verso il mare ad incontrarsi con il porto. Di questo lontanissimo periodo storico (la fondazione della città viene fatta risalire al 387 a.C.), rimane il basamento di un tempio dorico dedicato alla dea Afrodite visibile all'interno della Cattedrale, che sorge in cima al colle Guasco, sulle rovine del tempio greco e della successiva basilica paleo-cristiana.

### La città romana

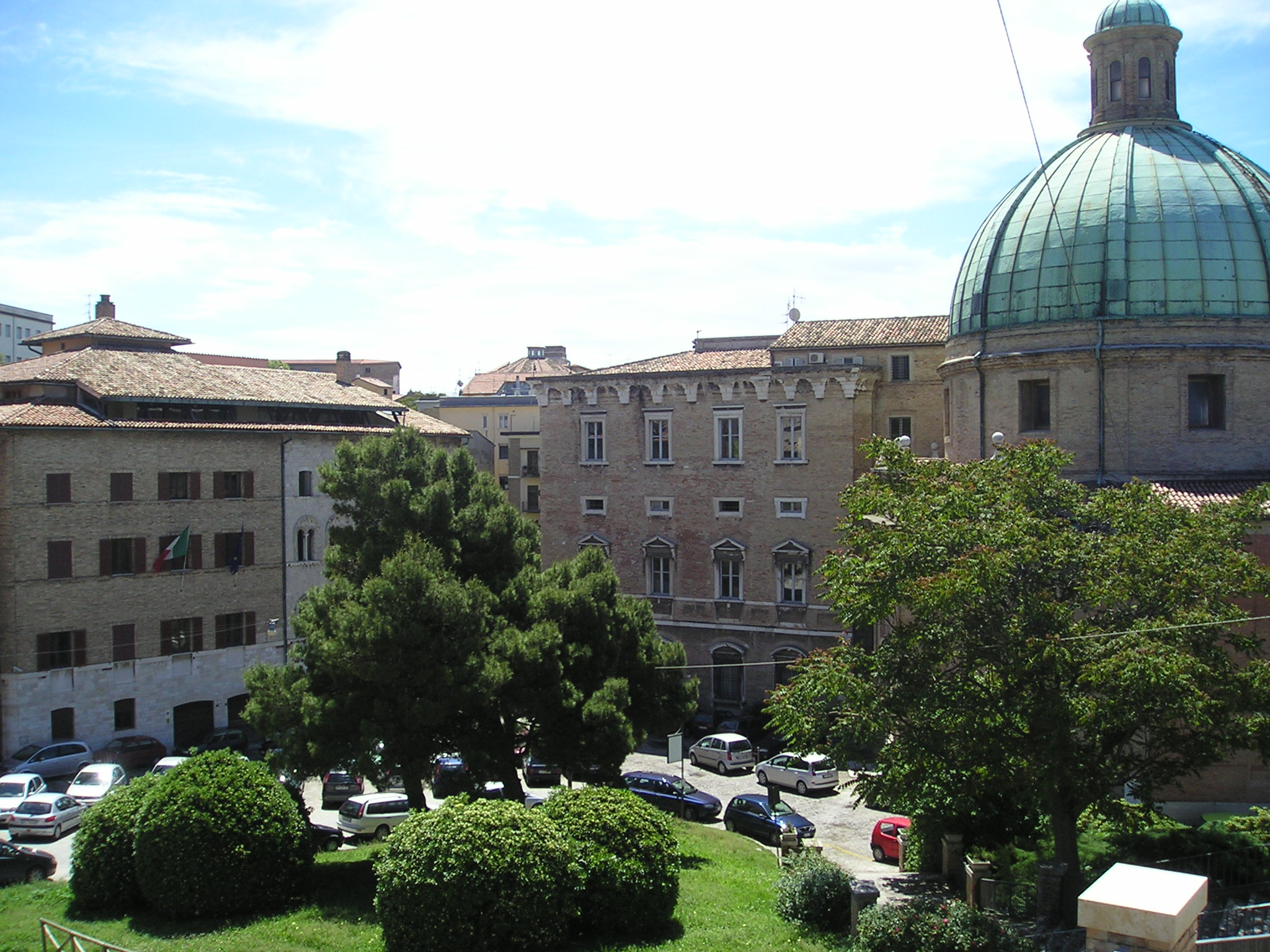
Piazza del Senato, sull'area del foro romano

Ancona diventò municipio romano nel 113 a.C. e le strutture cittadine subirono una lenta transizione dalla Ankon greca a quella romana. L'agorà greca, probabilmente situata in corrispondenza dell'attuale Piazza e Palazzo del Senato, nonché lungo il tratto iniziale dell'attuale Via Ciriaco Pizzecolli, divenne il foro romano (resti di alcune colonne sono ancora visibili nell'area a fianco del Palazzo del Senato e davanti al Palazzo Ferretti (proprio di fronte all'ingresso del museo archeologico nazionale delle Marche). L'anfiteatro, il cui arco d'ingresso è ancora oggi visibile nell'omonima piazza, fu forse costruito su un preesistente teatro greco. L'acropoli continuò ad ospitare il medesimo tempio dorico ed il culto fu trasferito a Venere Euplea, protettrice dei naviganti.
Il monumento più noto della città romana è però l'Arco di Traiano, eretto dal Senato e dal popolo romano nel 115 in onore dell'imperatore Traiano per celebrare la vittoria delle campagne daciche, spedizioni partite proprio dal porto di Ancona.
Di particolare interesse sono gli scavi nell'area portuale che hanno portato alla luce i resti dei magazzini e dei cantieri navali del porto traianeo.
Altre testimonianze dell'Ancona romana sono diffuse in tutto il sottosuolo del centro storico: resti di domus pavimentate a mosaico, di botteghe, di strade lastricate. A volte tali resti sono visibili, altre volte, come quelli di corso Mazzini, sono coperti dal manto stradale e in attesa di riqualificazione. Sotto l'attuale Piazza Pertini (all'interno dell'omonimo parcheggio sotterraneo) sono visibili i resti della fabbrica di stoffe colorate con la porpora, molto nota in epoca classica.
La città romana del periodo pre-traianeo era cinta da mura il cui perimetro correva lungo il porto (alle spalle della chiesa di Santa Maria della Piazza), per seguire poi il lato settentrionale di Piazza del Papa, via Fanti e giungere infine sul ciglio delle rupi.
Durante l'impero di Traiano la città si ampliò notevolmente, fino a comprendere tutta la zona degli attuali tre corsi principali; la situazione di stabilità politica e militare non rese però necessaria la costruzione di nuove mura.

### Medioevo

#### Dopo la caduta di Roma
Oltre a Roma, tutta la penisola italica subì un grave colpo in quanto a benessere e splendore; durante i primi secoli dopo la caduta dell'Impero romano d'Occidente, Ancona tenne alta la testa grazie ai rapporti con l'Impero Bizantino; durante la Guerra gotico-bizantina subì però la distruzione dei quartieri posti fuori dalle mura e il centro abitato si contrasse all'interno delle mura pre-traianee. Questo processo è analogo a quello di tante altre città italiane in questo periodo. Nell'832 d.C. fu distrutta e saccheggiata dai Saraceni. Questa data è storica per Ancona: segna la fine definitiva dell'età classica per la città dorica, che si riprese lentamente solo nell'arco di due secoli successivi.

#### La Repubblica Marinara

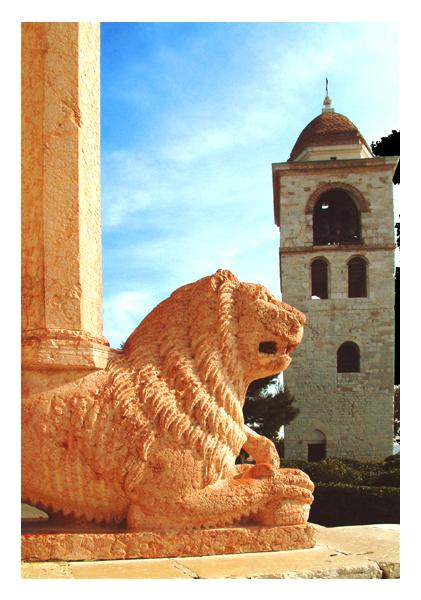
Leone stiloforo della Cattedrale

Dopo il 1000, ma soprattutto dal XII secolo, Ancona, arricchendosi grazie ai numerosi traffici con l'Oriente, visse gli anni migliori e più ricchi della sua storia.
L'abitato tornò ad espandersi, seguendo la curva del porto naturale: nel XII secolo nuove mura compresero nel perimetro cittadino il nuovo rione di Capodimonte, arroccato sul colle Astagno, la cui cima fu raggiunta dalla cinta del XIV secolo.
È durante il periodo della repubblica marinara che la città viene divisa nei tre terzieri di San Pietro, del Porto e di Capodimonte.
Il benessere economico condusse anche ad una fioritura artistica; si ricorda soprattutto il grande cantiere della cattedrale di San Ciriaco in cima al colle Guasco; una delle più importanti chiese romanico-bizantine d'Italia.
Cuore della vita politica cittadina era lo scenografico Palazzo degli Anziani. Costruiti nel semplice ed armonioso stile romanico, mirabili sono anche il Palazzo del Senato, prima sede del governo cittadino, e la Chiesa di Santa Maria del Mercato (poi "della Piazza"), così chiamata perché nella zona antistante la struttura era solito esservi il mercato delle spezie orientali.

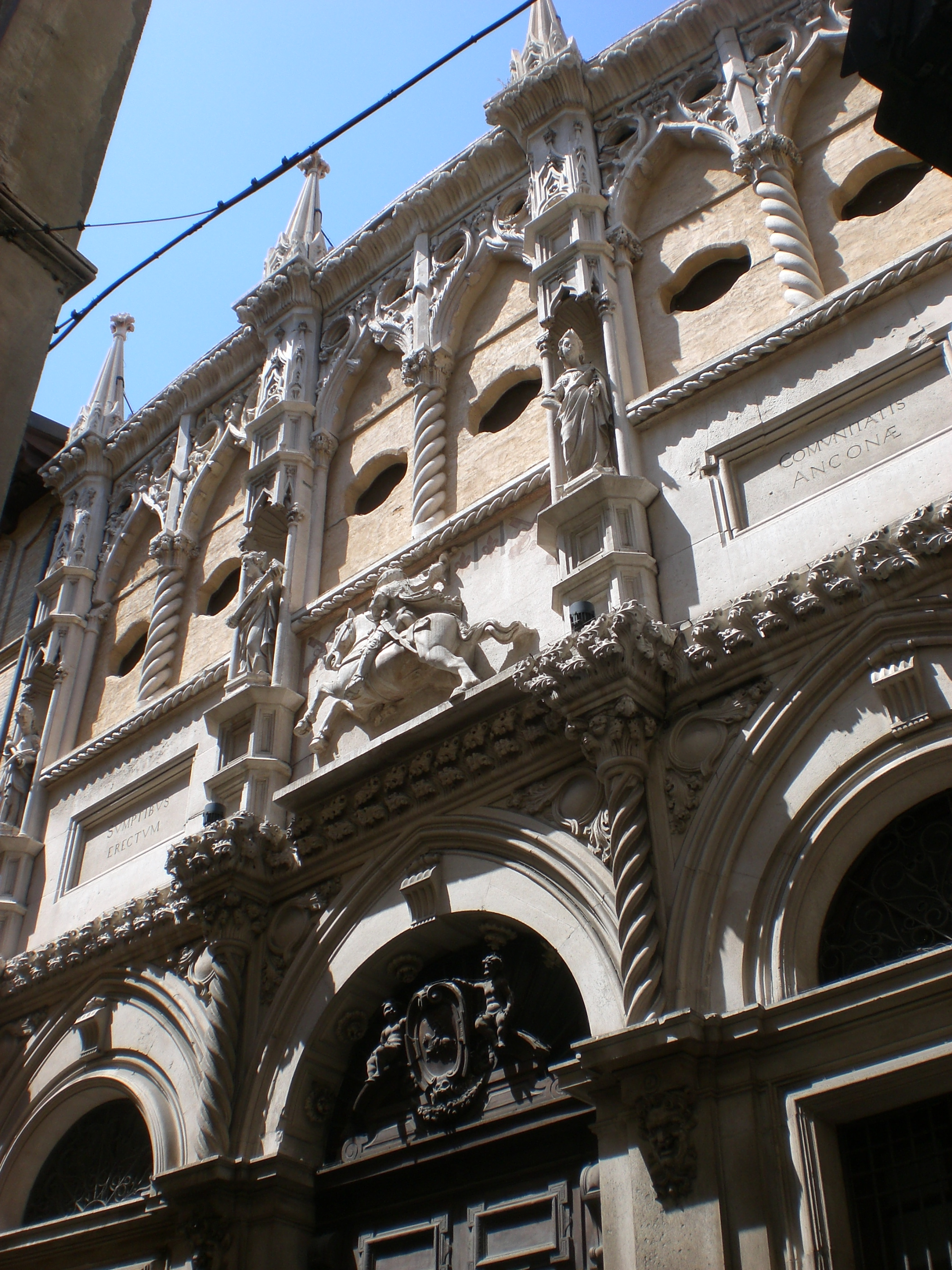
la facciata della Loggia dei Mercanti, in stile gotico fiorito, con l'immagine del simbolo di Ancona, il cavaliere con la spada sguainata

Nei pressi di questa chiesa, in via della Loggia, una delle vie medievali meglio conservate e più caratteristiche, non possono sfuggire il palazzo Benincasa e la Loggia dei Mercanti, le cui facciate si debbono a Giorgio da Sebenico. Il celebre architetto dalmata è autore anche dei portali della chiesa di San Francesco alle Scale e della chiesa di Sant'Agostino.

#### Il ghetto ebraico
Fino al 1532, data che segna la fine della repubblica oligarchica dorica, la comunità ebraica partecipò attivamente alla vita cittadina, senza forme di discriminazione. Dopo la fine della repubblica marinara venne istituito il ghetto, nel 1555, che divenne uno dei più importanti d'Italia. La zona di residenza coatta per la popolazione di fede ebraica era molto estesa e corrispondeva alle attuali vie Podesti, Astagno e Cialdini. Dai bastioni della Cittadella in cima al colle Astagno, precisamente dalla piazza antistante la chiesa di San Francesco ad Alto (l'attuale Distretto Militare), il ghetto scendeva fino al mare e fino alle prime abitazioni cristiane attorniate alle pendici del colle Guasco; a metà di queste strette e suggestive vie si trova la sinagoga (un'altra si trovava alla base della zona). Nonostante la reclusione forzata, gli ebrei erano ben integrati con il tessuto cittadino, ma i roghi dei marrani nel 1556 nello storico Campo della Mostra (l'attuale piazza Errico Malatesta) incrineranno problematicamente il rapporto tra le varie comunità religiose cittadine.
Il ghetto di Ancona venne definitivamente chiuso con l'annessione delle Marche al Regno d'Italia napoleonico.

### Ancona porto franco pontificio
Dopo due secoli di lenta ma inesorabile decadenza sotto il dominio pontificio, Ancona venne scossa sul finire del 1690 da un terribile terremoto che causò otto morti e innumerevoli danni a chiese, palazzi e abitazioni. Con la concessione del "porto franco" da parte di papa Clemente XII (1732), ripresero i traffici marittimi e ritornarono presto i fasti di una gloria sopita.

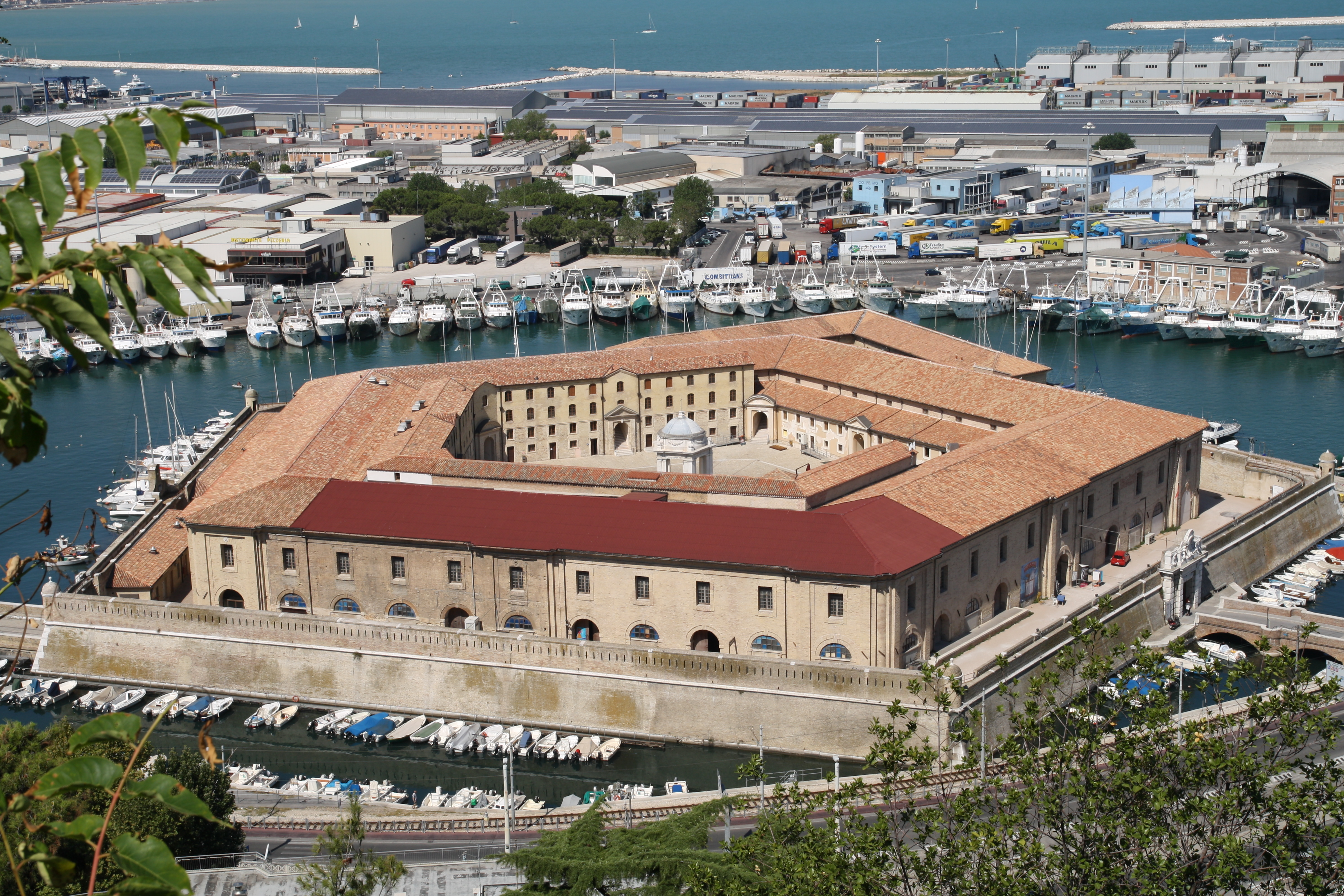
Il Lazzaretto di Ancona.

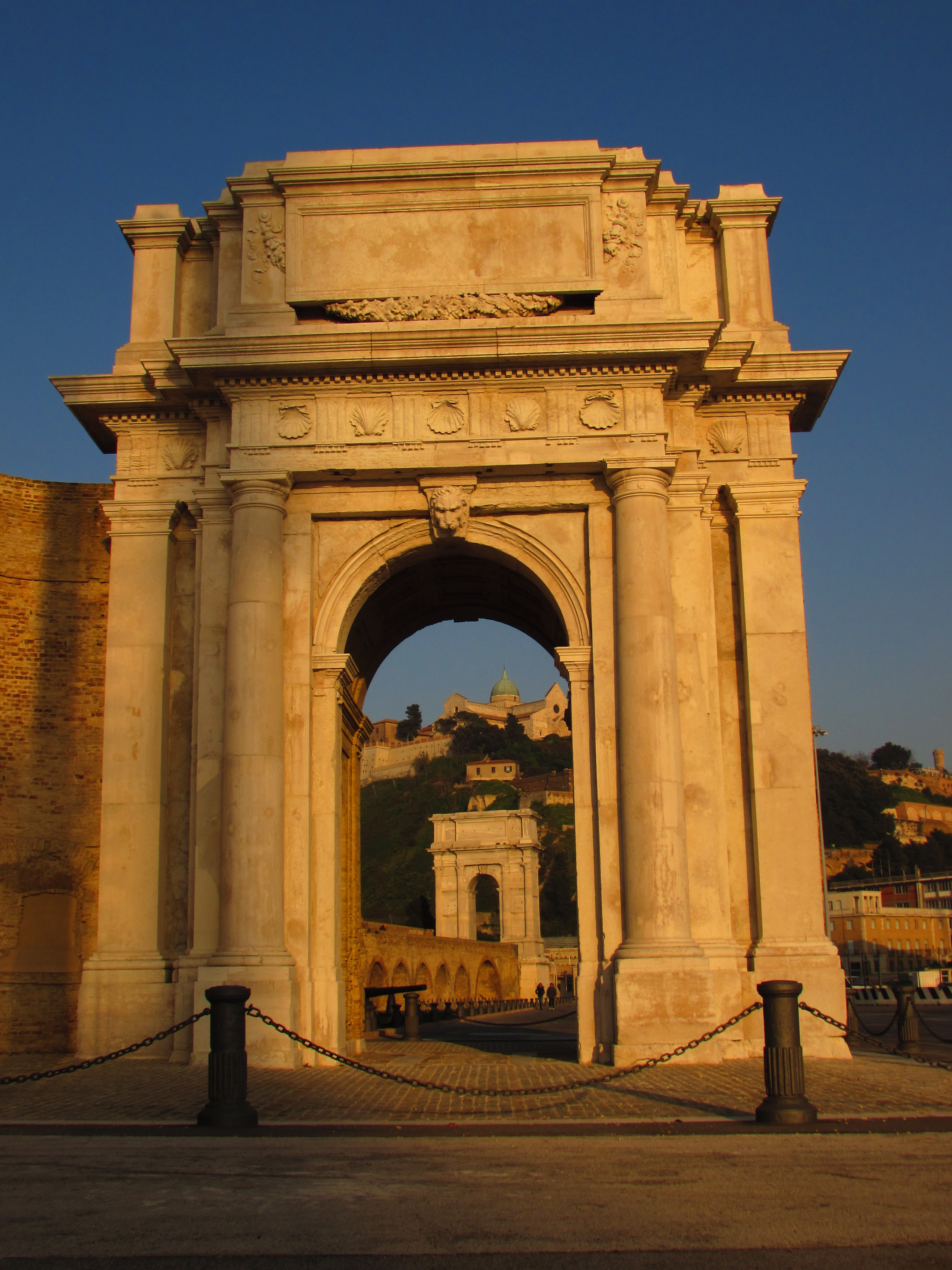
L'Arco Clementino di Ancona con sullo sfondo l'Arco di Traiano e, in alto, la cattedrale di San Ciriaco.

Il Settecento anconetano porta il nome di Luigi Vanvitelli: su incarico del pontefice, il celebre architetto restaurò ed ampliò il porto traianeo (in particolare il molo nord) per renderlo adeguato ai tempi e alla dimensione dei traffici, costruì l'Arco Clementino in avanzamento all'Arco di Traiano e la chiesa del Gesù, alta al centro dell'arco portuale; soprattutto però regalò ai posteri lo spettacolare Lazzaretto, costruito su un'isola artificiale di forma pentagonale realizzata all'esterno del porto.
Nel Settecento, per volere di papa Pio VI, fu aperta una nuova via d'accesso alla città via terra, proveniente dal nord, lungo il litorale, l'attuale Via Marconi - Via XXIX Settembre, dotata di un ingresso monumentale: Porta Pia, così chiamata in onore del pontefice che la fece realizzare.
Di questo periodo sono anche la chiesa di San Domenico, che va ad arricchire la medievale piazza Grande - oggi piazza del Plebiscito, che gli anconetani chiamano comunemente Piazza del Papa con riferimento alla statua di Papa Clemente XII che vi troneggia al centro delle due strade di accesso alla chiesa, e la chiesa del Santissimo Sacramento che sorge nell'attuale piazza della Repubblica, di fronte al teatro delle Muse, nei pressi del porto.

### L'Ottocento

#### Gli ultimi anni del dominio pontificio
Dal 1532 al 1860 Ancona rimane chiusa dalla stessa cinta muraria. Nel 1822 il vecchio Palazzo del Bargello viene demolito e sostituito dal Teatro delle Muse, edificato a due passi dal mare. Sul colle dei Cappuccini sorge il faro, ultima opera costruita in città durante il dominio papale.

#### Ancona Piazzaforte del Regno d'Italia
Dopo l'ingresso nel Regno d'Italia la città venne ampliata con il primo piano regolatore approvato nel giovane Stato. La superficie raddoppiò e vennero costruite nuove mura; nacquero i rioni post-unitari di Santo Stefano e del Cardeto. Come nelle altre città italiane dell'epoca l'espansione avvenne con pianta a scacchiera, desunta dalla capitale provvisoria Torino. L'asse stradale sul quale si imperniò la scacchiera fu il nuovo Corso Vittorio Emanuele II, oggi corso Garibaldi, che partiva da piazza del Teatro, nei pressi delle banchine portuali, e si dirigeva verso est. All'inizio del nuovo corso sorse il palazzo Rheinold, su disegno dell'architetto Francesco Tamburini.
Si aprirono nuove piazze alberate, che resero la città policentrica: piazza Stamira, dedicata all'eroina anconetana medioevale Stamira; piazza Roma, dedicata alla futura capitale del Regno e piazza Cavour, dedicata a Cavour, del quale si può ammirare la statua, opera dello scultore Aristodemo Costoli.
Nel giovane stato unitario Ancona si trovò a svolgere un ruolo di primo piano dal punto di vista militare: essendo ancora nelle mani degli Austriaci sia Venezia (annessa solo nel 1866), sia Trieste (annessa solo nel 1918), il porto dorico diventò sede della flotta militare italiana dell'Adriatico; inoltre, dato che il Lazio costituiva l'ultimo lembo dello Stato della Chiesa, l'unica strada che univa il nord e il sud della nazione passava proprio per Ancona, che assunse importanza militare anche dal punto di vista terrestre. Il re Vittorio Emanuele II dichiarò così Ancona "Piazzaforte del Regno di prima classe". Sorsero per questo motivo numerose fortificazioni, tra cui Forte Altavilla, Forte Garibaldi e Forte Scrima; l'architetto che guidò questa opera di fortificazione generale della città fu Giuseppe Morando.

### Le guerre mondiali e il periodo fascista
La mattina del 25 maggio 1915, a poche ore dalla dichiarazione di guerra dell'Italia all'Impero austro-ungarico, Ancona ed il porto vengono bombardati dalla flotta austriaca, con danni anche al centro storico.

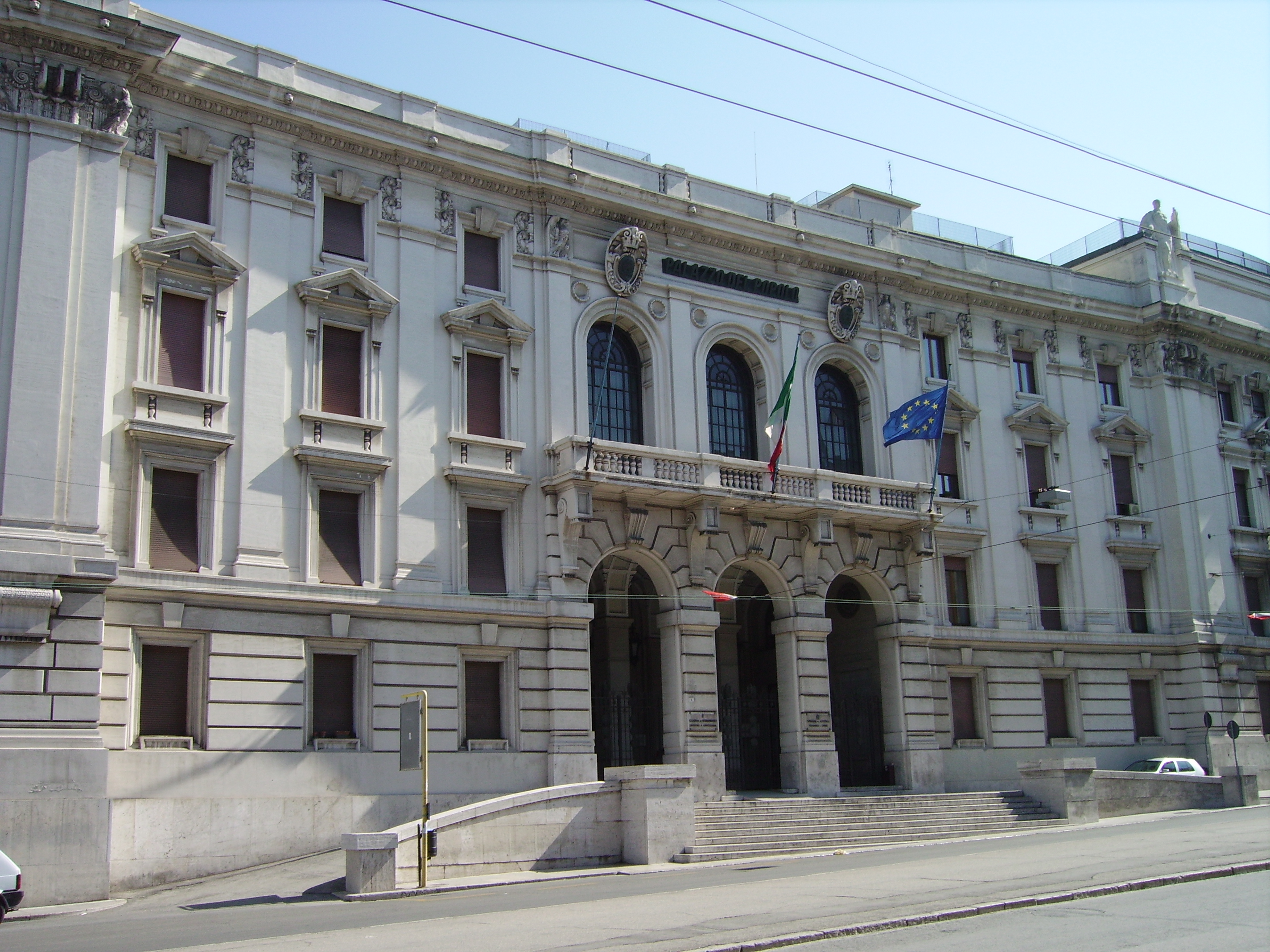
Il Palazzo del Popolo

Durante il ventennio fascista si assiste ad un ulteriore allargamento dell'abitato fuori delle mura dietro piazza Cavour, nella Piana degli orti. Viene disegnata una passeggiata mare-mare con un viale alberato lungo più di 1 kmd, il viale della Vittoria, e si costruiscono gli imponenti palazzi eclettici delle Poste, di Guido Cirilli, e del Littorio (ora del Popolo), di Amos Lucchetti, adiacenti alla piazza ottocentesca. Alla fine del viale si arriva alle rupi del Passetto, con il noto monumento ai caduti, anch'esso del Cirilli, inaugurato nel 1932.

#### Bombardamenti del 1943/44
Ancona con i bombardamenti del 1943-1944  perse alcuni importanti monumenti, ed uno dei tre rioni più antichi, il rione Porto, fu demolito per l'85% della sua superficie. Tra i monumenti distrutti in questo rione si ricordano la chiesa di San Primiano e quella della Misericordia (poi ricostruita in altra zona); tra le vie e piazze più significative distrutte dalle bombe nel rione Porto ci sono Piazza San Primiano, antico accesso alla città dalle banchine portuali, e parte di via Saffi, la principale arteria medievale del rione.

24.07.1944 - genieri inglesi al lavoro per eliminare le macerie degli edifici dell'area portuale.

Gran parte delle demolizioni in area portuale furono effettuate dai bulldozer delle truppe anglo-polacche, per consentire lo sbarco ed il transito di mezzi pesanti dalle navi attraccate al porto e la realizzazione di un oleodotto provvisorio dal porto fino alla raffineria di Falconara M.ma, che divenne il centro di distribuzione del carburante per tutti i mezzi militari delle armate alleate impegnate sul fronte adriatico.
Gli altri due rioni più antichi, San Pietro e Capodimonte, sono anch'essi pesantemente danneggiati; nel rione San Pietro spariscono sotto le bombe e le successive frettolose demolizioni la chiesa di San Pietro, quella di rito ortodosso di Sant'Anna, detta dei Greci; il convento di San Francesco alle Scale è semidistrutto; a Capodimonte parte del fronte a mare della via principale, via Cialdini, rimase distrutto e la porta Capodimonte fu demolita dalle truppe alleate per facilitare l'ingresso dei mezzi corazzati in città.
Nonostante ciò che comunemente si crede, il Teatro delle Muse non venne colpito gravemente (solo il tetto della sala venne sfondato) e non fu neanche annoverato nell'elenco degli edifici danneggiati stilato nel dopoguerra. Il braccio destro del Duomo venne gravemente colpito e fu ricostruito nel dopoguerra riutilizzando le vecchie pietre (anastilosi).
Dopo i primi due tragici bombardamenti in città restarono meno di 4000 persone perché chi poteva cercò rifugio sfollando nelle campagne e nei paesi circostanti. Gli abitanti tornarono nelle proprie case solo dopo la liberazione della città da parte delle truppe del II Corpo polacco, comandato dal generale Władysław Anders.
Nonostante i tanti edifici distrutti, l'immagine della città nel suo complesso fu salva: anzitutto perché l'immagine di una città come Ancona è fondata sulla sua particolare posizione geografica sul vertice di un promontorio, ma anche perché la maggior parte dei monumenti simboli della città, le sue vie e le sue piazze più caratteristiche furono danneggiati, ma non distrutti: così è stato per il Duomo, il suo campanile, la cupola verde di S. Pellegrino, l'Arco di Traiano, il Palazzo degli Anziani, le facciate quattrocentesche di San Francesco alle Scale, della Loggia dei Mercanti e di Sant'Agostino, la Sinagoga, la fontana delle Tredici Cannelle e quella dei Cavalli. Tra le vie e le piazze, non furono danneggiati corso vecchio (Mazzini), via della Loggia, la caratteristica salita verso il Duomo (via del Comune, ora Pizzecolli), Piazza del Papa ed i suoi monumenti: la chiesa di San Domenico, la torre civica, i palazzi, la statua di papa Clemente XII e la fontana.

### Il secondo dopoguerra
La ricostruzione del capoluogo viene effettuata con celerità, sia pur con affrettate demolizioni di edifici monumentali che sarebbero stati recuperabili (Porta Capodimonte, Palazzo Trionfi, chiesa di San Pietro).

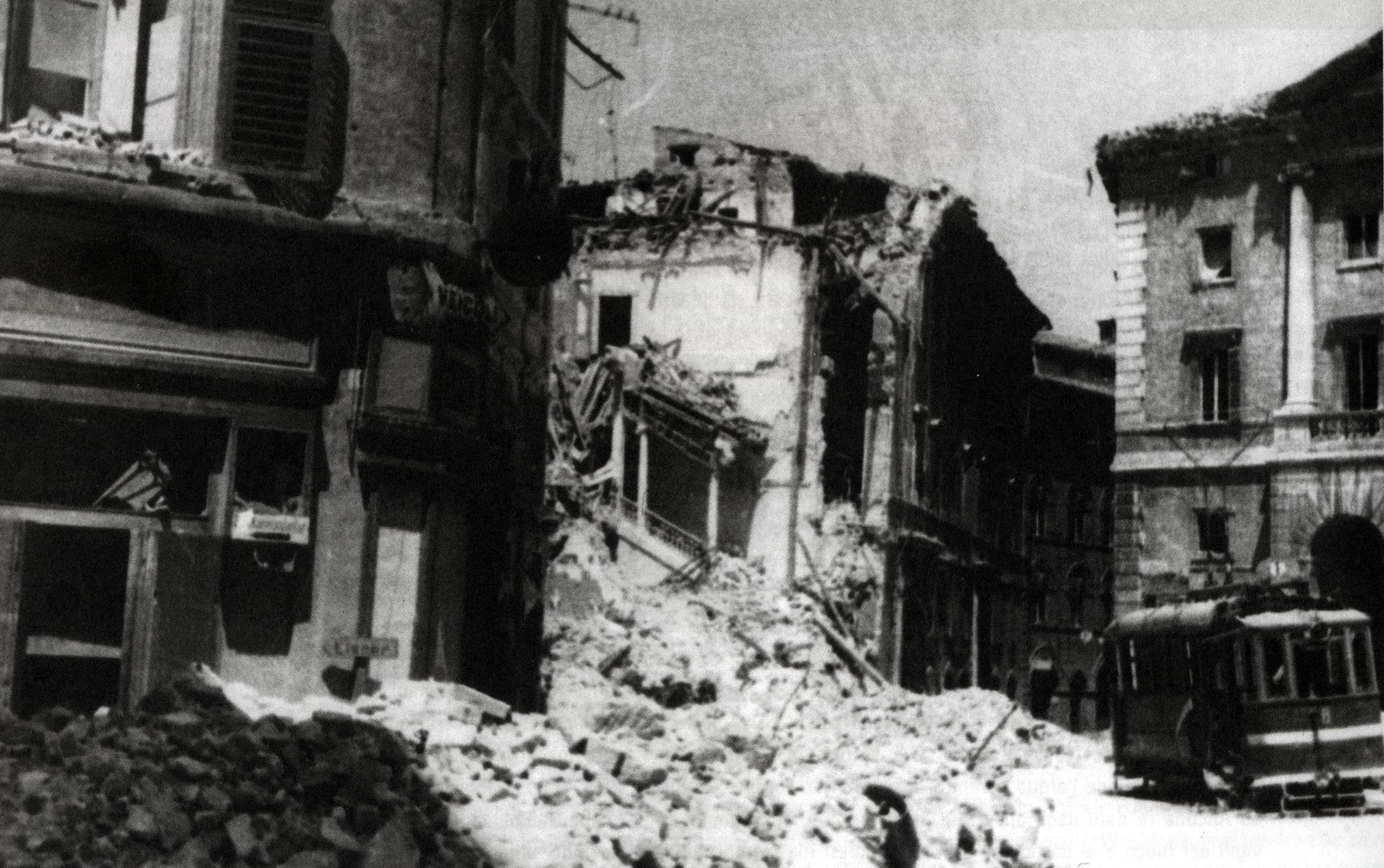
Ancona, piazza del teatro - macerie di palazzo Trionfi dopo i bombardamenti del 1943

Palazzo Trionfi viene sostituito dal palazzo della RAI, su disegno dell'architetto Gaetano Minnucci.
Del Teatro delle Muse viene inopinatamente distrutto l'interno ottocentesco, per ricavarne una sala moderna, che però, per svariati decenni, rimase incompiuta.
La sede del Municipio viene spostata dal Palazzo degli Anziani, che era rimasto danneggiato dai bombardamenti, nell'ex Palazzo del Littorio, che assume la nuova denominazione di Palazzo del Popolo.
Dopo il sisma del 10º grado della scala Mercalli, che colpisce la città il 14 giugno del 1972, della durata di 15 secondi, il centro storico deve essere abbandonato dai suoi abitanti, che sono costretti a rifugiarsi in vagoni ferroviari, nelle navi ormeggiate al porto e in 56 tendopoli allestite nelle piazze e nei campi sportivi. Nel giro di dieci anni la maggior parte degli edifici storici viene restaurata ed adeguata ai criteri antisismici con tecniche d'avanguardia, in seguito alla scelta di non costruire nuovi quartieri come soluzione al problema degli sfollati. Il parlamento emana nello stesso anno del terremoto un decreto legge (D.L. 6 ottobre 1972, nº 552) per affrontare il restauro del centro storico di Ancona. Il Comune di Ancona, per il restauro degli antichi rioni, fu insignito nel 1980 di un premio da parte della Comunità Europea. In alcuni limitati casi, però, si assistette a criticate demolizioni e ricostruzioni, come in via Cardeto e in via Scosciacavalli, dove fu realizzata la cosiddetta omonima "stecca", su disegno dell'architetto Sergio Lenci. Negli stessi anni furono ricostruiti anche alcuni isolati che erano stati demoliti dai bombardamenti della Seconda guerra mondiale, come avvenne in via Cialdini, realizzando edifici assai criticati per la loro estraneità al contesto storico.
Il ritorno del Consiglio comunale nell'antica sede municipale del Palazzo degli Anziani, l'apertura del Parco del Cardeto e del Teatro delle Muse puntano ad una rinnovata attenzione per il nucleo più antico della città.